# August Krakau
August Krakau (Pirmasens, 12 settembre 1894 – Amberg, 7 gennaio 1975) è stato un generale tedesco della Wehrmacht durante la seconda guerra mondiale che comandò la 7. Gebirgs-Division durante la Guerra di Lapponia e fu decorato con la Croce di Cavaliere della Croce di Ferro.